# Anto Carte

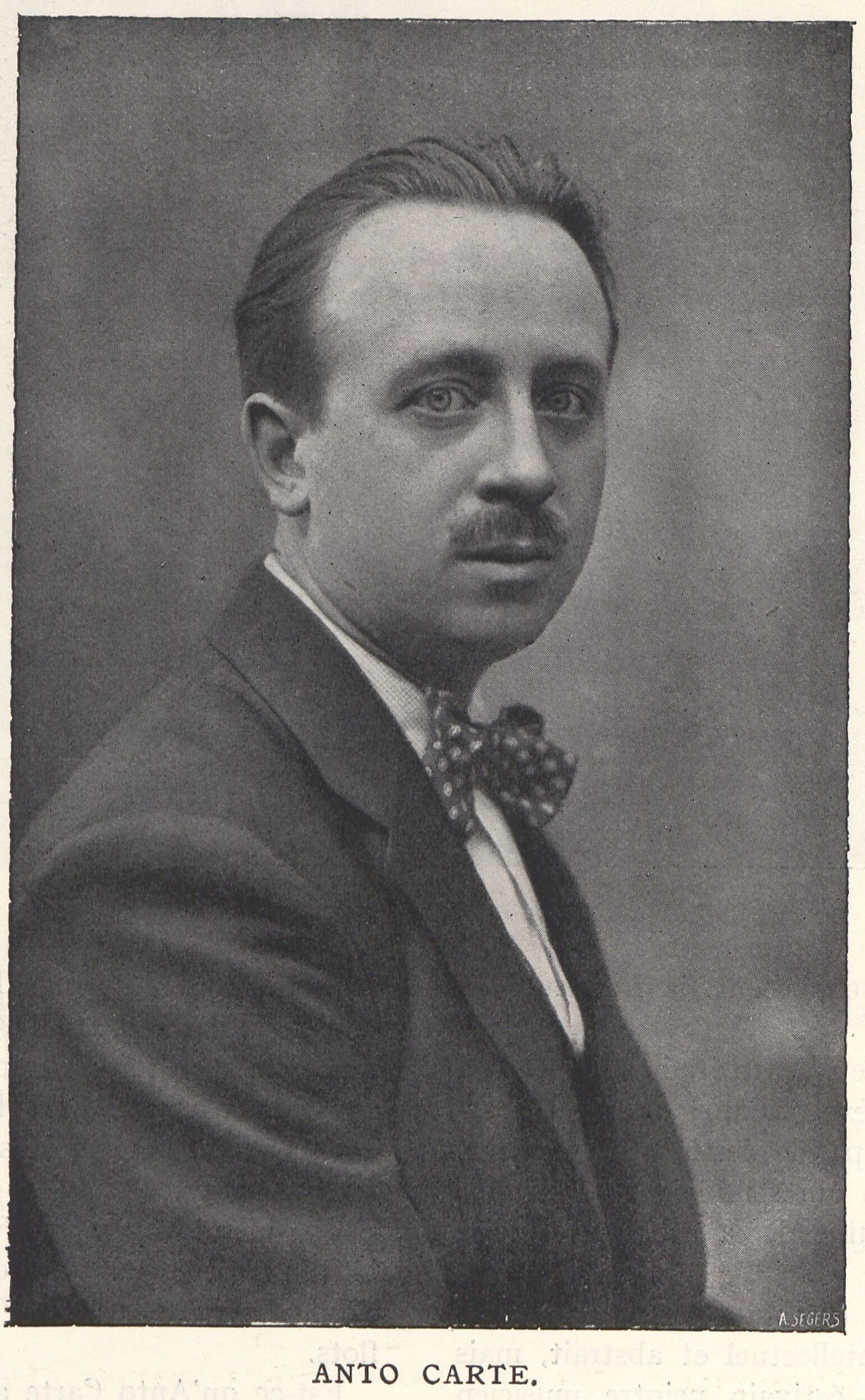
Anto Carte

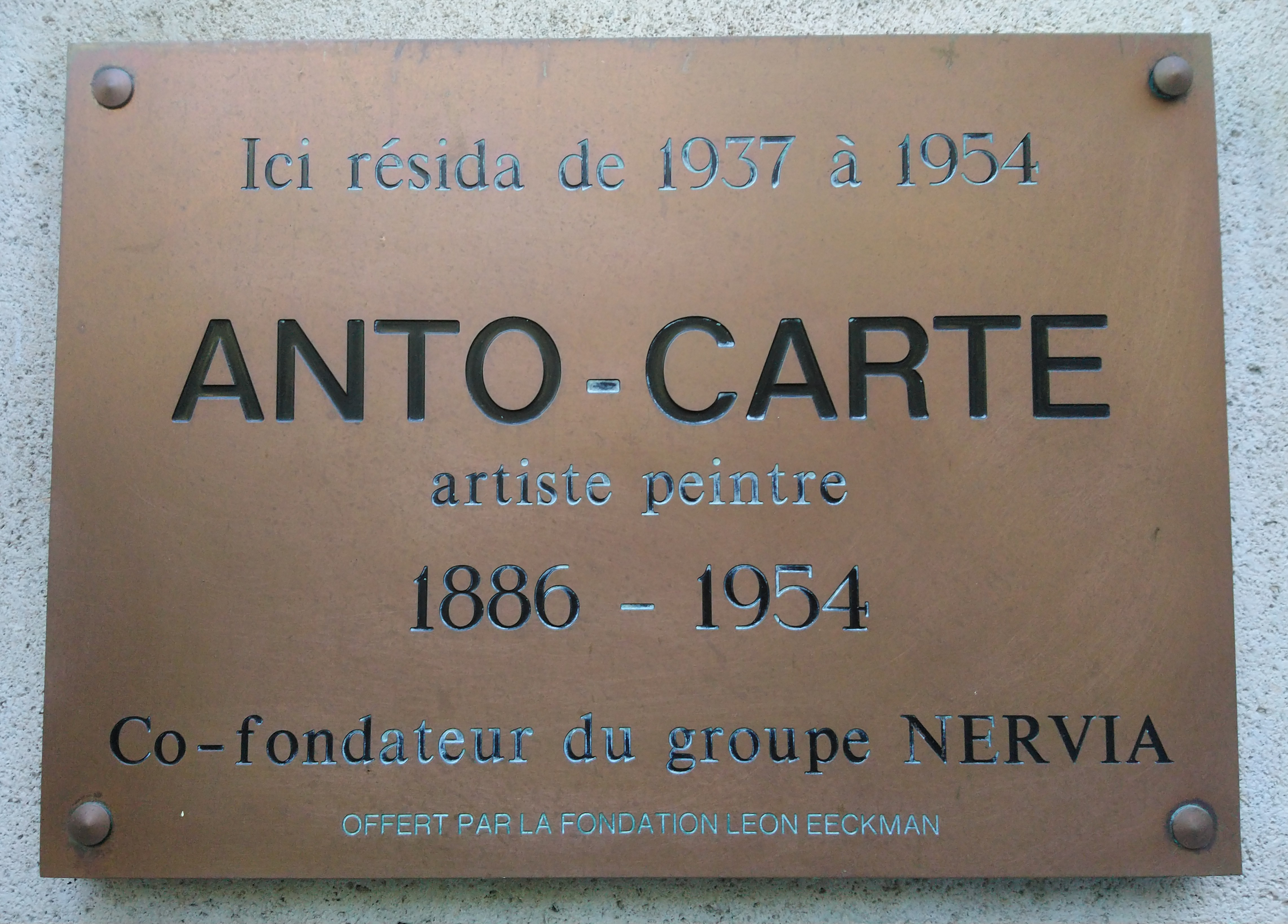
Gedenkplaat voor Anto Carte in Elsene, Kluisstraat 46

Anto Carte (Bergen, 8 december 1886 - Elsene, 13 februari 1954) was een Belgische schilder en medeoprichter en belangrijkste bezieler van de schildersgroep Nervia.
Naast schilderen beoefende hij ook andere technieken zoals glasraam, fresco, gravure en lithografie.
Hij volgde een opleiding aan de stedelijke academie van Bergen en de Stedelijke Academie van Schone Kunsten te Brussel. Hij volgde les bij Constant Montald, Emile Fabry en Jean Delville en werd beïnvloed door het symbolisme. Na zijn opleidingen ruilde hij België voor Parijs, het toenmalige centrum van de moderne kunst. Hij schilderde vooral menselijke figuren zoals blinden en muzikanten en arbeiders. Na een verblijf in Florence in 1925 kwamen daar harlekijnen bij.

## Bekende werken

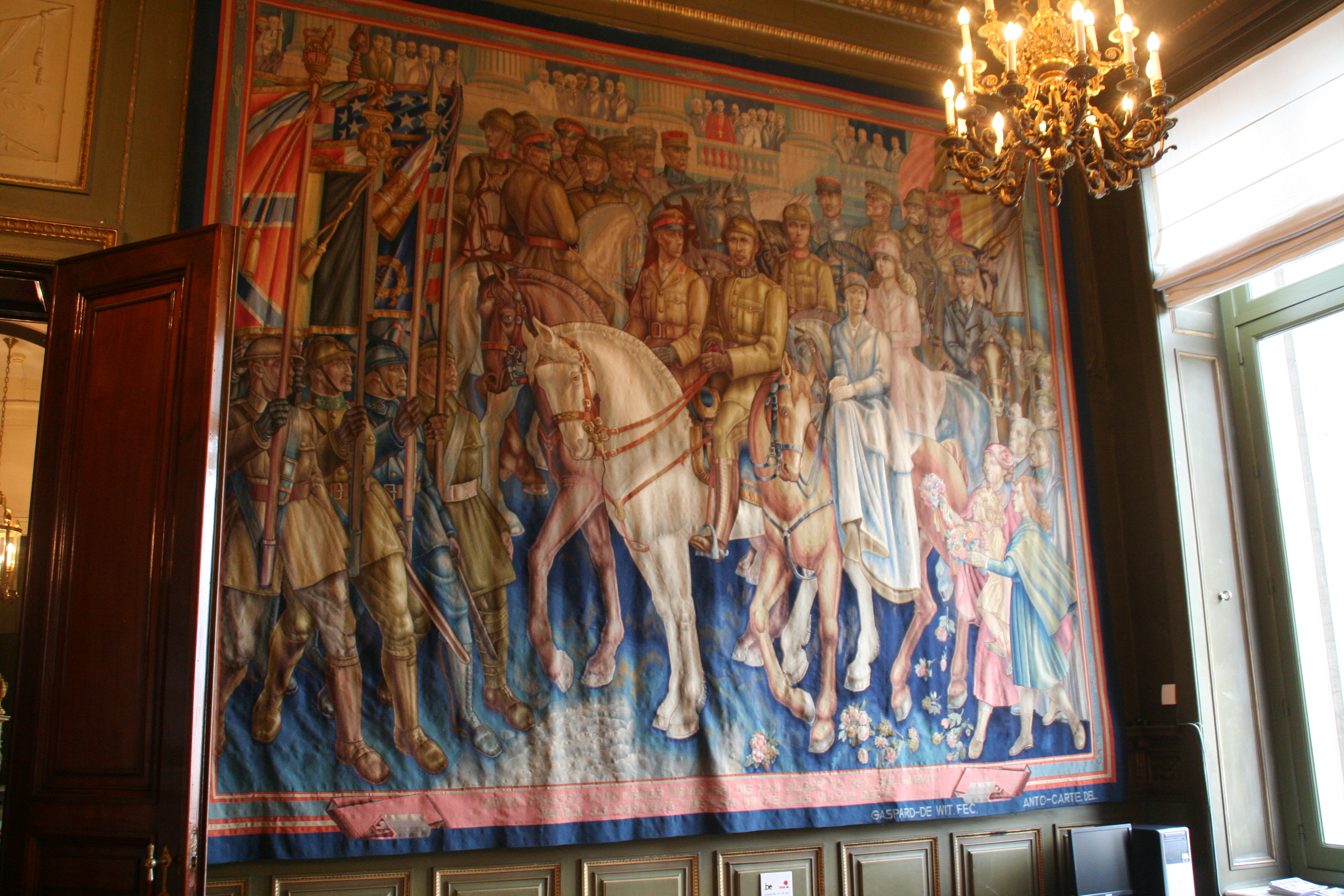
Het Wandtapijt van de Blijde Intrede

- Wandtapijt van de Blijde Intrede van Koning Albert I, Brussel kunstverz. Kamer & Senaat.[3]
- "le berger"
- "Le mousse"
- "l'accordéoniste"
- "Le Batelier"
- "Le pêcheur"
- "Maternité"
- "Femme assise"
- "Nue"
- "Jeune fille au panier"
- "Paysage d'été"
- "Les aveugles"
- "Bénédicité"
- "Femme et enfant"
- "Allégorie du Commerce et del'Industrie"
- "Bouquet"
- "Chemin de croix" - 14 kruiswegstaties voor de St. Antonius van Paduakerk te Aerdenhout
- "Chevaux de halage"
- "Don quichotte"
- "Dormition de la vierge", Onze-Lieve-Vrouw van het Heilig Hartkerk (Etterbeek)
- "L'homme à la fourche"
- "L'homme et le coq"
- "L'homme avec le paille", (1924)
- "La mort de Saint Sébastien"
- "Le bon pasteur"
- "Le brûleur de fanes"
- "Le charretier"
- "Le cirque au village"
- "Le fils prodigue"
- "Le mousse"
- "La Mort du mineur", (1919)
- "Le Marchand de coqs"
- "Le passeur d'eau"
- "Le pêcheur"
- "Les aveugles"
- "les offrandes", drieluik
- "les Parques"
- "Les pélerins d'emmaus"
- "Marin"
- "pastoral"
- "paysage Brabançon"
- "Pietà", (1918)
- "Le Peintre Merlin"
- "Projet de couverture pour la revue Flamberge"
- "Printemps en Brabant", Centre Pompidou
- "Sur le quet"
- "Ville de Mons", fêtes et attractions (1912)
- "Ville de Mons", fêtes des fleurs, (1905)